# القاهر (ذمار)
القاهر هي إحدى قرى الجمهورية اليمنية. وهي تتبع جغرافيًا لمحافظة ذمار. وإداريًا لمديرية ميفعة عنس. يبلغ تعداد سكانها 1811 نسمة حسب الإحصاء الذي جرى عام 2004.